# ドノバン・テイト
ドノバン・リード・テイト（Donavan Reed Tate, 1990年9月27日 - ）は、アメリカ合衆国・ジョージア州バートウ郡カーターズビル出身の元プロ野球選手（外野手）。右投右打。現在はフットボール選手としてアリゾナ大学に在学している。
元NFL選手であるラーズ・テイトを父に持つ。

## 経歴
高校時代は野球とフットボールをプレーしていた。その両方でオール・アメリカンに選ばれたこともあり、高校卒業後はノースカロライナ大学チャペルヒル校へ進学を予定していた。
2009年のMLBドラフト1巡目（全体3位）でサンディエゴ・パドレスから指名され、8月17日に契約した。この年はヘルニアを発症していたため、マイナーでのプレーは無かった。
2010年に傘下のルーキー級アリゾナリーグ・パドレスでプロデビュー。25試合に出場して打率.222・2本塁打・10打点・7盗塁の成績を残した。
2011年は開幕をA級フォートウェイン・ティンキャップスで迎えたが、6月16日にA-級ユージーン・エメラルズへ降格し、28日には薬物検査で陽性反応を示した事が判明して50試合の出場停止処分を受けた。この年は2球団合計で39試合に出場して打率.288・22打点・19盗塁の成績を残した。
2012年はA級フォートウェインとA+級レイクエルシノア・ストームでプレーし、2球団合計で107試合に出場して打率.226・1本塁打・28打点・21盗塁の成績を残した。
2013年は個人的な理由からスプリングトレーニングに姿を現さないといった騒動があり、チームへの合流は6月からとなった。この年はA-級ユージーンでプレーし、23試合に出場して打率.213・6打点・3盗塁の成績を残した。
2014年はプレーしなかった。
2015年はA+級レイクエルシノアでプレーし、95試合に出場して打率.211・6本塁打・34打点・11盗塁の成績を残した。オフにFAとなった後、ロサンゼルス・ドジャースとマイナー契約を結んだ。
2016年は傘下のA級グレートレイクス・ルーンズとA+級ランチョクカモンガ・クエークスでプレーしたが、2球団合計で10試合の出場にとどまり、7月11日に自由契約となった。
2017年からはフットボール選手（ポジションはクォーターバック）としてアリゾナ大学に入学した。